# Smyriodes carburaria
Smyriodes carburaria är en fjärilsart som beskrevs av Achille Guenée 1858. Smyriodes carburaria ingår i släktet Smyriodes och familjen mätare. Inga underarter finns listade i Catalogue of Life.